# Bătălia de la Muhi
Bătălia de la Muhi sau Bătălia de pe râul Sajó (în 11 aprilie 1241) a fost principala bătălie între Imperiul Mongol și Regatul Ungariei în timpul marii invazii mongole. A avut loc la Muhi, lângă Nyékládháza, la sud-vest de râul Sajó. După invazie Ungaria a rămas în ruine. Aproape jumătate din localități fuseseră distruse de armatele invadatoare. Aproape un sfert din populație a fost masacrată, în special în zonele din Câmpia Panonică (Alföld), unde au rămas foarte puțini supraviețuitori, în Banat și în Transilvania.

## Context
În 1223 Imperiul Mongol aflat în expansiune învingea o armată cumană pe râul Kalka. Acest fapt a determinat retragerea cumanilor înfrânți spre Ungaria. Aceasta din urma ducea deja deja o politică de convertire a cumanilor la creștinism și încerca de câteva decenii să își extindă influența asupra triburilor cumane. Regele Ungariei Béla al IV-lea începuse chiar să folosească titlul de "Rege al Cumaniei". Cererea de azil de către refugiații cumani (ca. 40.000 de oameni) părea să aducă cea mai mare parte a acestui popor sub sceptrul maghiar. Doar că mongolii îi considerau pe cumani sclavii lor, iar Regatul Ungar ca pe o putere rivală, și deci migrarea cumanilor în Ungaria ca un casus belli. În ultimatumul trimis ungurilor îi mai acuzau, în plus, pe aceștia și de dispariția unor soli. 
Amenințarea mongolă a ajuns la porțile Ungariei într-o perioadă de tumult politic. În mod tradițional, baza puterii regelui o constituiau întinsele domenii regale, dar sub Andrei al II-lea donațiile de pământ către marea nobilime au atins un maxim. Comitate întregi făcuseră obiectul unor danii. Andrei al II-lea chiar afirma că, "cea mai bună măsură a generozității regale e fără de măsură." Succesorul său Béla al IV-lea a încercat să inverseze tendința, confiscând proprietăți și chiar executând sau exilând foști sfetnici ai tatălui său. În plus a suprimat dreptul seniorilor la audiențe personale, acceptând exclusiv petiții scrise către cancelaria sa. A mers până la a înlătura scaunele din sala consiliului pentru ca toți sa fie obligați să stea în picioare în prezența sa. Toate aceste acțiuni au dus la nemulțumiri în rândul nobilimii. Nou veniții cumani au adus un sprijin regelui și au contribuit la creșterea prestigiului său în ochii bisericii, dar i-au atras și probleme. Nomazii cumani aveau dificultăți în a conlocui cu ungurii sedentari și nobilii nu apreciau susținerea acordată de rege celor dintâi.

## Bătălia
Invazia Ungariei de către mongoli a implicat convergența a patru armate. Cea dintâi, sub comanda lui Baidar a atacat prin Polonia și a învins armata ducelui Sileziei Henric al II-lea cel Pios în Bătălia de la Liegnitz. O a doua armată, comandată de Kuyuk, a atacat Transilvania, unde a învins armata voievodului. Oastea principală, condusă de Batu Han, a intrat în Ungaria prin trecătoarea nordcarpatică fortificată Verețki unde a zdrobit forțe aflate sub comanda palatinului regatului, la 12 martie 1241. În fine, o a patra coloană, aflată sub ordinele experimentatului general Subutai, a trecut prin trecătoarea Mehadiei, pe la Orșova și prin regiunea Timișoarei.
În condițiile acestea Bela al IV-lea a început să își ridice oastea, inclusiv pe recenții săi supuși cumani, în orașul Pesta. I s-a alăturat ducele Austriei și Styriei, Frederic al II-lea Babenberg. Pregătirile au fost însă perturbate de izbucnirea conflictului între cumani și unguri și uciderea hanului cumanilor, Kuthen, aflat oficial sub protecție regală. Unele surse îl implică în evenimente pe ducele Frederic deși nu exista vreo certitudine cu privire la rolul său. Cert este că, simțindu-se trădați, cumanii părăsesc Ungaria spre sud, jefuind satele prin care treceau. 
Bela nu a reușit o mobilizare completă. Unele contingente maghiare au fost interceptate de Mongoli și distruse înainte de a face joncțiunea cu armata principală de la Pesta, iar altele s-au ciocnit de cumani. Au existat și feudali care au refuzat să participe la campanie. Exista o impresie generală în rândul nobilimii că pericolul Mongol nu era semnificativ și că dezertarea cumanilor constituia un detaliu neglijabil.
Avangarda mongolă a ajuns la Pesta la 12 martie, jefuind împrejurimile. Regele Bela a hotărât să evite o confruntare prematură, dar Ducele Frederic a atacat și distrus un contingent mongol minor, după care s-a și întors în Austria. Arhiepiscopul de Kalocsa, Ugrin Csák, a încercat o operațiune similară, dar a fost ademenit într-o mlaștină, în care cavaleria sa grea s-a împotmolit. Înaltul prelat abia a scăpat cu viață.
Când armata regală s-a pus în sfârșit în mișcare, mongolii au evitat lupta directă, recurgând la tactici de hărțuire  și retrăgându-se. După o săptămână ungurii s-au oprit pe malul râului Sajó care era ieșit din matcă. Regele a ordonat ridicarea unei tabere fortificate, înconjurată de căruțe. Ungurii nu știau însă ca grosul armatei mongole, între 20.000 și 30.000 de oameni spre deosebire de numai 15.000 cât număra armata maghiară, se găseau extrem de aproape, pe celălalt mal al râului. Profitând de terenul împădurit, și camuflându-și cu vegetație tabăra, mongolii au reușit să își ascundă poziția. 

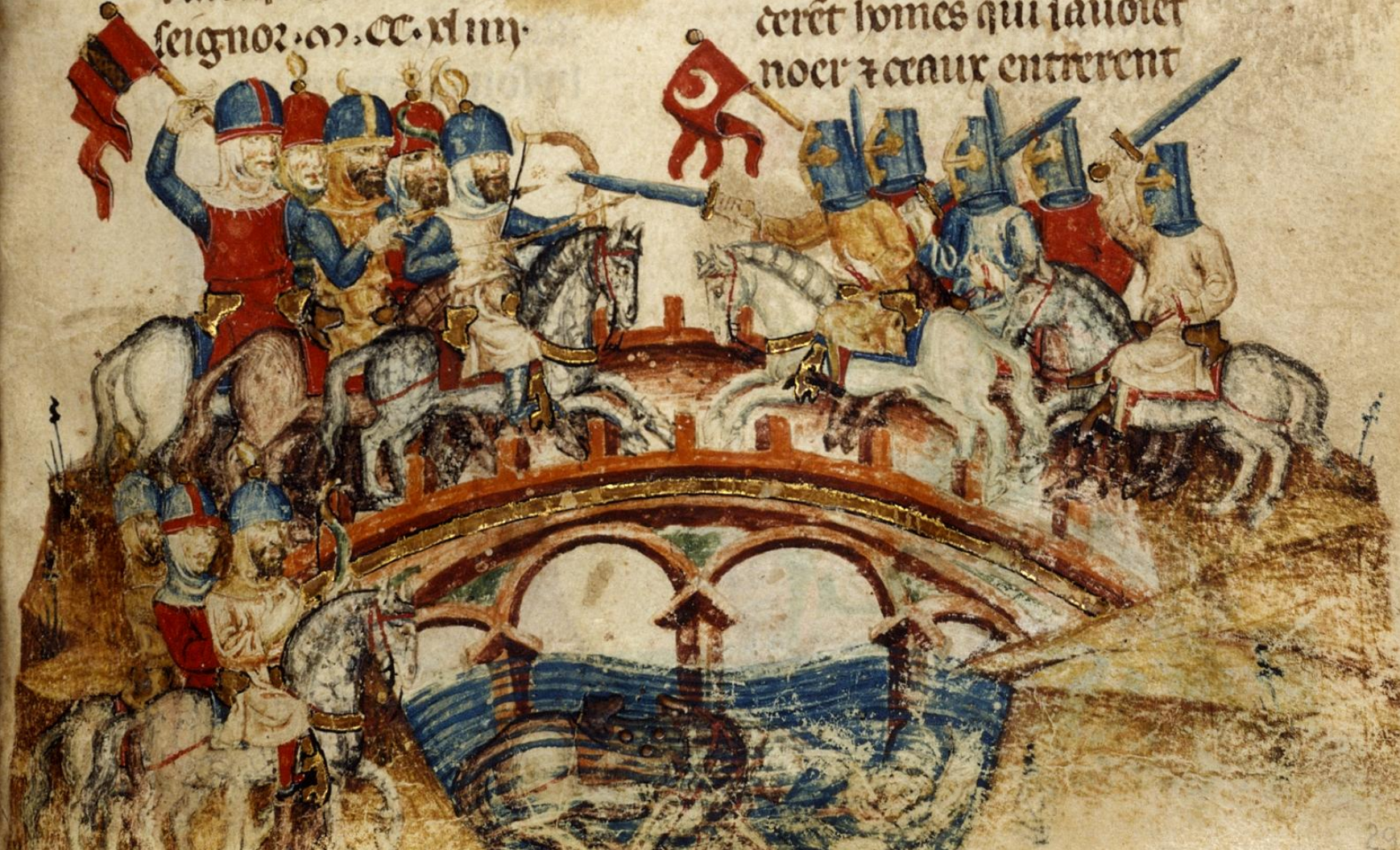

Ungurii au fost însă alertați de un rob rutean scăpat din tabăra mongolă de iminența unui atac mongol în cursul nopții.
Ungurii au rămas neîncrezători în eventualitatea unui atac masiv, dar fratele mezin al regelui, Prințul Kálmán, Duce al Slavoniei împreună cu arhiepiscopul Ugrin Csák și Maestrul templierilor au părăsit totuși tabăra pentru a păzi podul. Surprinzându-i pe mongoli chiar în timpul traversării, ungurii au atacat cu succes provocând pierderi numeroase războinicilor lui Batu și împiedicându-le înaintarea. În special arbaletierii s-au dovedit extrem de eficienți. Lăsând podul apărat, comandanții maghiari s-au întors în tabără spre ora două dimineața.
Surprinși de succesul europenilor, mongolii și-au adaptat tactica. Sejban a plecat spre nord cu un detașament pentru a trece râul printr-un vad. Subutai s-a deplasat spre sud cu inginerii săi pentru construirea unui pod improvizat. De îndată de s-a crăpat de ziuă Batu a ordonat utilizarea mașinilor de război, de talie mare și foarte avansate pentru perioada respectivă, pentru dispersarea arbaletierilor. Apărarea maghiară a cedat odată cu atacul trupelor lui Sejban dinspre nord. Grosul armatei mongole a terminat trecerea la 8 a.m.
În ciuda curajului cavalerilor unguri și a unui contraatac ce a făcut multe victime printre mongoli, soarta creștinilor era hotărâtă, oamenii lui Subutai care terminaseră de construit podul de campanie închizând cleștele. Dezastrul a fost de amploare, tabăra prea strânsă fiind ușor înconjurată și supusă tirului cu săgeți aprinse. Frânghiile corturilor mult prea apropiate au îngreunat retragerea și au contribuit la numărul mare de victime. Deși Batu a ales într-o primă fază să le permită ungurilor să fugă, la insistența lui Subutai, a ordonat urmărirea învinșilor. Arcașii călări mongoli au ucis astfel o mare parte din fugari.
Arhepiscopul Ugrin a fost omorât iar Kálmán urma să moară din cauza rănilor. Regele Béla în schimb a reușit să scape cu viață. 

## Consecințe
Înfrângerea de pe râul Sajo și amploarea pierderilor umane provocate a lăsat Ungaria, dar și Europa în general, expuse unei posibile cuceriri mongole. Acest risc a dispărut însă subit în 1242 datorită morții marelui han Ogodei. Batu, s-a văzut nevoit să întrerupă campania și să se întoarcă în Asia pentru a-și apăra dreptul la succesiune în fața adunării kurultai. A făcut-o fără succes, alegerea fiind câștigată de vărul său Guyuk Han.
Subutai nu a mai luptat niciodată în Europa, a condus însă campania din 1246 împotriva dinastiei Song (avea în jur de 70 de ani în acel moment). A murit în 1248.
Regele Bela al IV-lea s-a refugiat după Muhi pe coasta adriatică în castelul de la Torgir. Membrii familiei sale au fugit în Austria unde, în loc să le acorde sprijin, ducele Frederik i-a luat ostateci cerând o răscumpărare importantă în bani și teritorii. Acestea din urmă au fost însă recuperate de Bela în mai puțin de un an, iar înfrângerea suferită a servit drept impuls pentru lucrări de amploare în domeniul construcției de castele. Atacul din 1248 a lui Nogai Han a găsit astfel Regatul Maghiar mult mai bine apărat.